# Kabaena

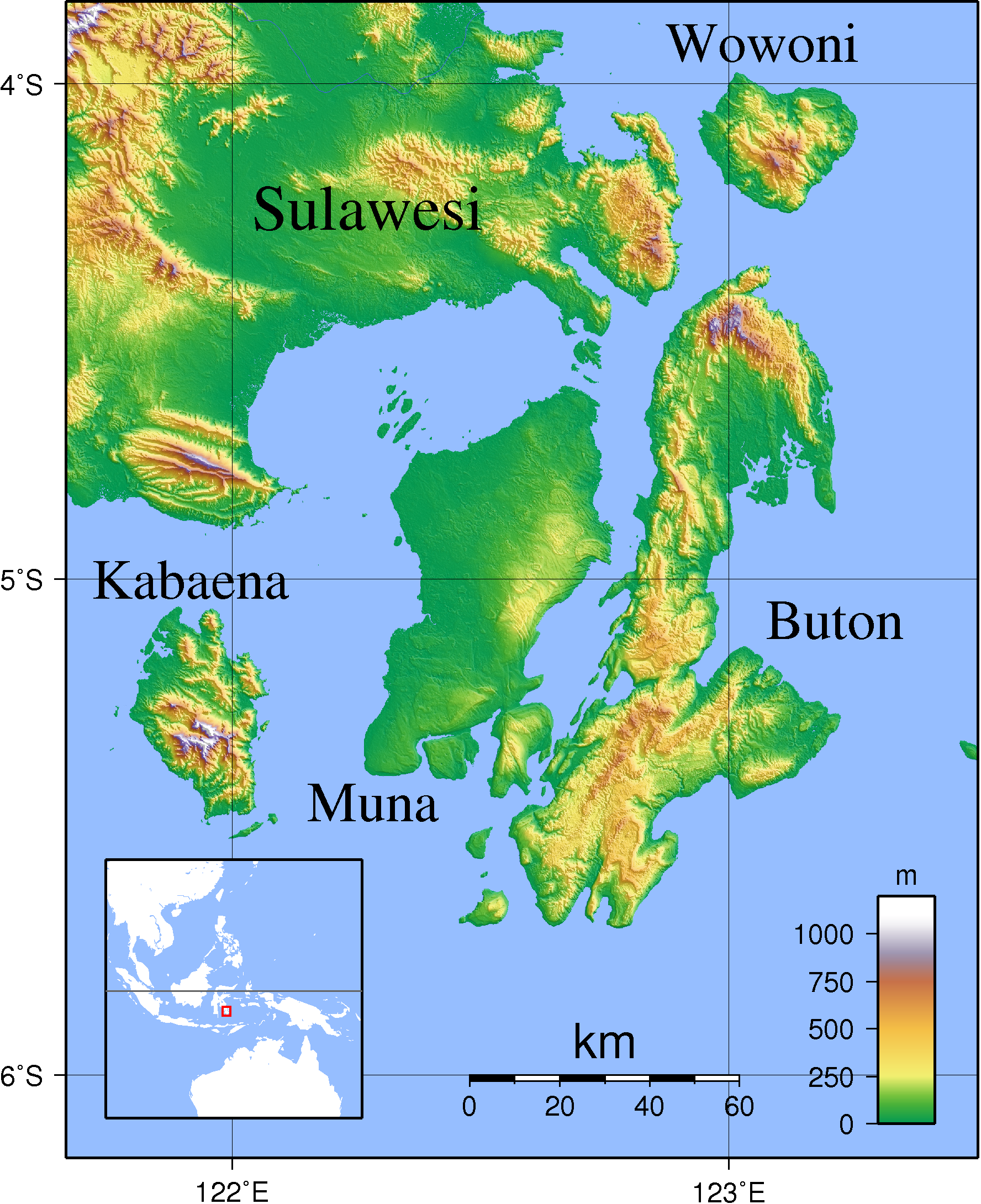
Kabaena và các đảo xung quanh thuộc quần đảo Buton

Kabaena hay Tokotua là một đảo trong biển Flores, Indonesia, ngoài khơi đảo lớn Sulawesi. Hầu hết đảo là một phần của huyện Bombana thuộc tỉnh Đông Nam Sulawesi, còn phần cực nam (Talaga Raya) thuộc huyện Trung Buton. Đảo có diện tích 891,36 km2 và dân số theo điều tra nhân khẩu năm 2010 là 35.558 và theo điều tra nhân khẩu năm 2020 là 42.877; ước tính chính thức vào giữa năm 2021 là 43.464.

## Hành chính
Đảo gồm có 6 trong số 22 khu của huyện Bombana, và một khu của huyện Trung Buton. Bảy khu này được lập bảng dưới đây với diện tích và dân số của chúng theo điều tra nhân khẩu năm 2010 và điều tra nhân khẩu năm 2020, cùng với các ước tính chính thức vào giữa năm 2021. Bảng cũng bao gồm trung tâm hành chính của mỗi khu, số làng hành chính (desa nông thôn và kelurahan đô thị) và các đảo nhỏ ngoài khơi trong mỗi khu và mã bưu điện của khu.
| Tên                              | Diện tích in km2 | Dân số điều tra 2010 | Dân số điều tra 2020 | Dân số ước tính giữa 2021 | Trung tâm hành chính | Số làng | Số đảo | Mã bưu chính |
| -------------------------------- | ---------------- | -------------------- | -------------------- | ------------------------- | -------------------- | ------- | ------ | ------------ |
| Kabaena Utara (Bắc Kabaena)      | 132,97           | 3.671                | 4.031                | 4.056                     | Tedubara             | 6       | 4      | 93785        |
| Kabaena Barat (West Kabaena)     | 39,43            | 7.492                | 7.829                | 7.854                     | Baliara              | 5       | 7      | 93780        |
| Kabaena                          | 103,57           | 2.849                | 3.120                | 3.139                     | Teomokole            | 4       | -      | 93781        |
| Kabaena Selatan (Nam Kabaena)    | 129,20           | 2.606                | 3.325                | 3.395                     | Batuawu              | 4       | -      | 93782        |
| Kabaena Tengah (Trung Kabaena)   | 275,58           | 3.254                | 4.064                | 4.141                     | Lengora              | 7       | -      | 93783        |
| Kabaena Timur (a) (Đông Kabaena) | 121,25           | 6.663                | 7.566                | 7.639                     | Dongkala             | 7       | 2      | 93784        |
| Talaga Raya (b)                  | 89,36            | 9.023                | 12.942               | 13.240                    | Talaga Satu          | 7       | 5      | 93766        |
| (Tổng cộng đảo Kabaena)          | 891,36           | 35.558               | 42.877               | 43.464                    |                      | 40      | 18     |              |

Ghi chú: (a) Bao gồm các đảo ngoài khơi Damalawa Besar và Damalawa Kecil. (b) Khu Talaga Raya bao gồm phần phía nam của đảo Kabaena cùng với hai đảo nhỏ
ngoài khơi bờ biển phía đông nam - Talaga Besar (Talaga Lớn) và Talaga Kecil (Talaga Nhỏ); hơn 60% dân số của khu sống ở Talaga Kecil, nơi có 7.836 cư dân
(theo Điều tra dân số năm 2020) trên diện tích 3,29 km2.

## Làng
40 làng của đảo (desa nông thôn và kelurahan đô thị) được liệt kê dưới đây cùng với diện tích và dân số của chúng theo điều tra nhân khẩu năm 2020. Sáu trong số 40 làng (được biểu thị bằng dấu hoa thị bên dưới) có địa vị là kelurahan, trong khi 34 làng còn lại là desa.
| Desa hay kelurahan | Khu (kecamatan) | Diện tích km2 | Dân số điều tra 2020 |
| ------------------ | --------------- | ------------- | -------------------- |
| Talaga I *         | Talaga Raya     | 0,35          | 835                  |
| Talaga II          | Talaga Raya     | 0,14          | 2.248                |
| Liwu Lompona       | Talaga Raya     | 2,68          | 1.145                |
| Pangilia           | Talaga Raya     | 0,12          | 1.259                |
| Wulu               | Talaga Raya     | 35,09         | 630                  |
| Talaga Besar       | Talaga Raya     | 21,21         | 2.371                |
| Kokoe              | Talaga Raya     | 29,75         | 4.454                |
| Pongkalaero        | Kabaena Selatan | 65,57         | 1.071                |
| Puu Nunu           | Kabaena Selatan | 30,90         | 705                  |
| Batuawu            | Kabaena Selatan | 25,55         | 903                  |
| Langkemaa          | Kabaena Selatan | 7,18          | 646                  |
| Tirongkotua *      | Kabaena         | 41,90         | 628                  |
| Rahadopi           | Kabaena         | 34,39         | 700                  |
| Teomokole          | Kabaena         | 11,67         | 1.080                |
| Rahampuu *         | Kabaena         | 15,61         | 771                  |
| Sikeli *           | Kabaena Barat   | 1,22          | 3.085                |
| Baliara Selatan    | Kabaena Barat   | 1,20          | 1.586                |
| Baliara            | Kabaena Barat   | 12,42         | 1.384                |
| Rahantari          | Kabaena Barat   | 20,24         | 588                  |
| Baliari Kepulauan  | Kabaena Barat   | 4,35          | 1.186                |

| Desa hay kelurahan | Khu (kecamatan) | Diện tích km2 | Dân số điều tra 2020 |
| ------------------ | --------------- | ------------- | -------------------- |
| Mapila             | Kabaena Utara   | 17,46         | 721                  |
| Wumbulasa          | Kabaena Utara   | 11,55         | 815                  |
| Larolanu           | Kabaena Utara   | 15,33         | 240                  |
| Tedubara           | Kabaena Utara   | 61,13         | 815                  |
| Sangia Makmur      | Kabaena Utara   | 3,83          | 802                  |
| Eemokolo           | Kabaena Utara   | 23,67         | 638                  |
| Lamonggi           | Kabaena Tengah  | 16,67         | 504                  |
| Lengora Selatan    | Kabaena Tengah  | 11,30         | 534                  |
| Lengora            | Kabaena Tengah  | 121,28        | 575                  |
| Lengora Pantai     | Kabaena Tengah  | 26,47         | 769                  |
| Ulungkura          | Kabaena Tengah  | 24,30         | 757                  |
| Enano              | Kabaena Tengah  | 66,32         | 573                  |
| Tangkeno           | Kabaena Tengah  | 9,24          | 352                  |
| Lambale *          | Kabaena Timur   | 20,19         | 1.612                |
| Dongkala *         | Kabaena Timur   | 43,61         | 1.754                |
| Tapuhaka           | Kabaena Timur   | 1,98          | 1.298                |
| Toli-Toli          | Kabaena Timur   | 5,57          | 773                  |
| Balo               | Kabaena Timur   | 6,94          | 864                  |
| Wumbuburo          | Kabaena Timur   | 40,61         | 776                  |
| Bungi-Bungi        | Kabaena Timur   | 2,35          | 489                  |